# Fagottsonate (Saint-Saëns)
Die Sonate für Fagott und Klavier G-Dur op. 168 von Camille Saint-Saëns ist eine romantische Sonate für Fagott und Klavier. Saint-Saëns schrieb sie 1921 parallel zur Oboensonate D-Dur op. 166 und der Klarinettensonate Es-Dur op. 167.

## Entstehung
Die Sonate schrieb Saint-Saëns im Mai bis Juni 1921 für Léon Letellier, welcher Fagottist im Orchestre de l'Eldorado, dem Concerts du Châtelet, dem Orchestre de l’Opéra sowie der Société des concerts war.
Zusammen mit den beiden vorangegangenen Sonaten für Oboe und Klarinette gehört die Sonate zu den letzten Werken Saint-Saëns. Auch wenn die Sonate Anfang der zwanziger Jahre des zwanzigsten Jahrhunderts komponiert worden ist, enthält sie nahezu keine Einflüsse der modernen Musik, sondern ist im Stil der Romantik geschrieben.

## Aufbau
Die Sonate besteht aus drei Sätzen, wobei sich an den letzten Satz noch ein kurzer Schlussteil anschließt:
1. Allegro moderato (4/4-Takt; G-Dur)
2. Allegretto scherzando (6/8-Takt; e-Moll)
3. Molto adagio (4/4-Takt; G-Dur) – Allegro moderato (2/4-Takt; G-Dur)